# Max Hardcore
Max Hardcore, de son vrai nom Paul F. Little, né le 10 août 1956 à Racine (Wisconsin) et mort le 27 mars 2023 à Los Angeles (Californie), est un acteur de films pornographiques, réalisateur et producteur américain.

## Biographie
Max Hardcore est un réalisateur très controversé. Il est rejeté par une partie de l'industrie pornographique en raison du contenu de ses films qui se situe souvent à la limite de ce qui acceptable.
Certains de ses films mettent en scène des actrices dans des déguisements d'adolescentes. En 1998, dans le film Max Extreme 4, une actrice d'apparence mûre prétend, dans une des scènes, n'avoir que douze ans. Max Hardcore gagne le procès qui s'ensuit contre le bureau du procureur de Los Angeles et paye 100 000 $ de frais de justice. La cour estime qu'il n'a pas encouragé la pornographie infantile dans ses vidéos.
Ses films, dont il est également l'acteur, contiennent souvent des actes d'ondinisme, d'émétophilie, de fist-fucking, des viols simulés et des dilatations extrêmes avec des objets, et sont perçus par certains comme misogynes et dégradants. Mais il compte aussi de nombreux fans, dont une partie non négligeable de femmes.

L'Obscenity Prosecution Task Force est une organisation créée par l'administration Bush en 2005, afin de poursuivre les producteurs de films pornographiques pour obscénité (technique employée pour censurer la pornographie aux États-Unis).

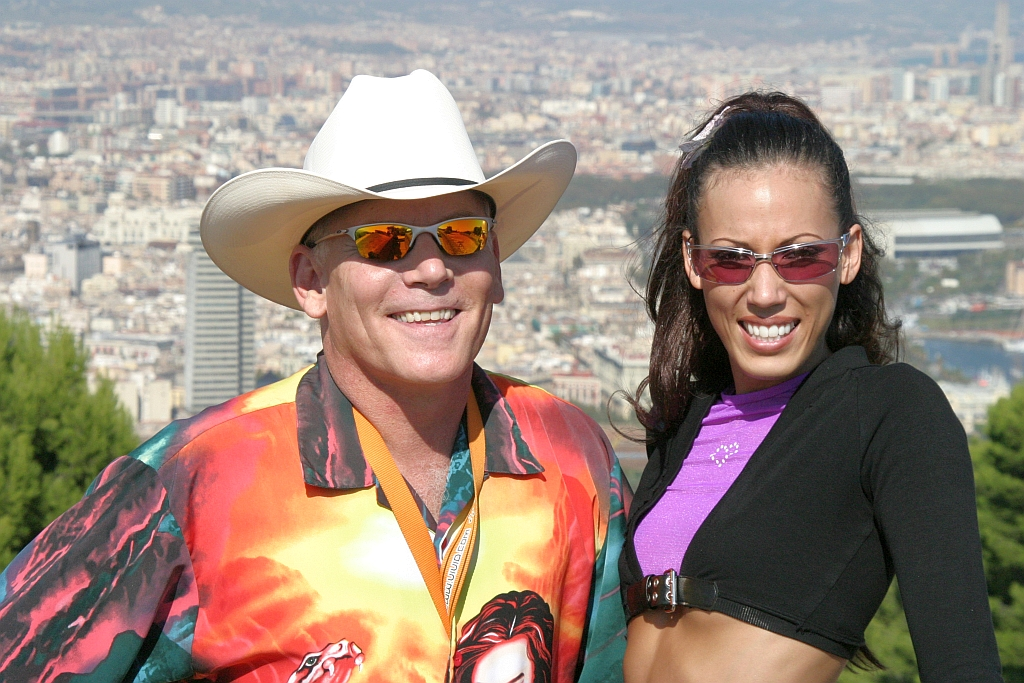
Max Hardcore et Layla Rivera.

En 2008, Max Hardcore est inculpé de dix chefs d'accusation pour avoir envoyé du contenu obscène par la poste américaine et de dix chefs d'accusation pour avoir vendu du contenu obscène par Internet ; il est condamné en juin de cette même année à 46 mois de prison. Max Hardcore dit au FBI : « Shame on the Bush Department of Justice. I am proud of the movies I make and proud of those who buy and sell those movies. ». 
Cette condamnation de 46 mois de prison parce qu’il a vendu des vidéos qui met en scène du fisting, du vomi et de l'urine… C'est le prisonnier nº 44902-112 à « Federal Correctional Institution, La Tuna », une prison pour homme à  Anthony, Texas. Il est transféré à la prison « Community Corrections Management, Long Beach ». Max est relâché le 19 juillet 2011.
En février 2012, il dit vouloir continuer à apporter sa contribution positive au monde et reprend ses activités dans l'industrie pornographique.
Par ailleurs, on peut apercevoir Max Hardcore dans le clip Who's Ya Daddy? (l'album The Sexorcist) du rappeur new-yorkais Necro, avec Ron Jeremy, Rebeca Linares, Alexis Silver, Gia Paloma, Kinzie Kenner, Tricia Devereaux, Joey Silvera, Vince Vouyer …
Il a une relation avec l'actrice pornographique Layla Rivera.
Il meurt le 27 mars 2023 à l'âge de 66 ans d'une septicémie. Il était également soigné pour un cancer de la thyroïde.

## Récompenses et nominations
- 1996 : XRCO Award
- 2001 : XRCO Award - Male-Female Scene  (avec Chloe)
- 2003 : FICEB Award (Ninfa 2003 del público al mejor Director)
- 2004 : AVN Hall of Fame
- 2005 : AVN Award Nominee – Most Outrageous Sex Scene (avec Summer Luv)
- 2007 : Eroticline Awards - Beste Gonzo Serie
- 2009 : XRCO Award – Hall of Fame; Outlaws of Porn[11]